# Abbeycwmhir

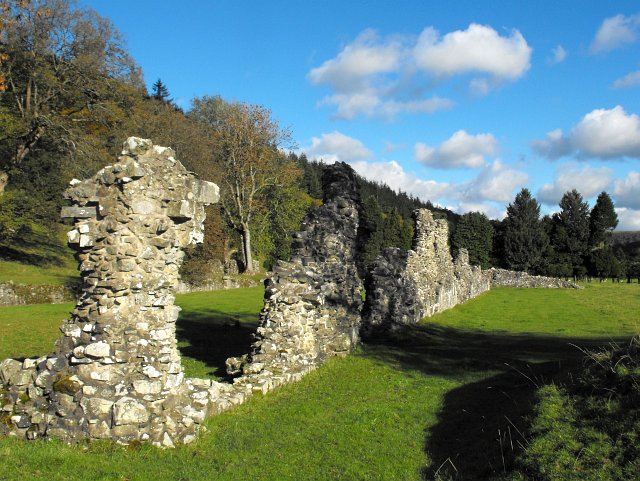
Abbeycwmhir: le rovine della Cwmhir Abbey

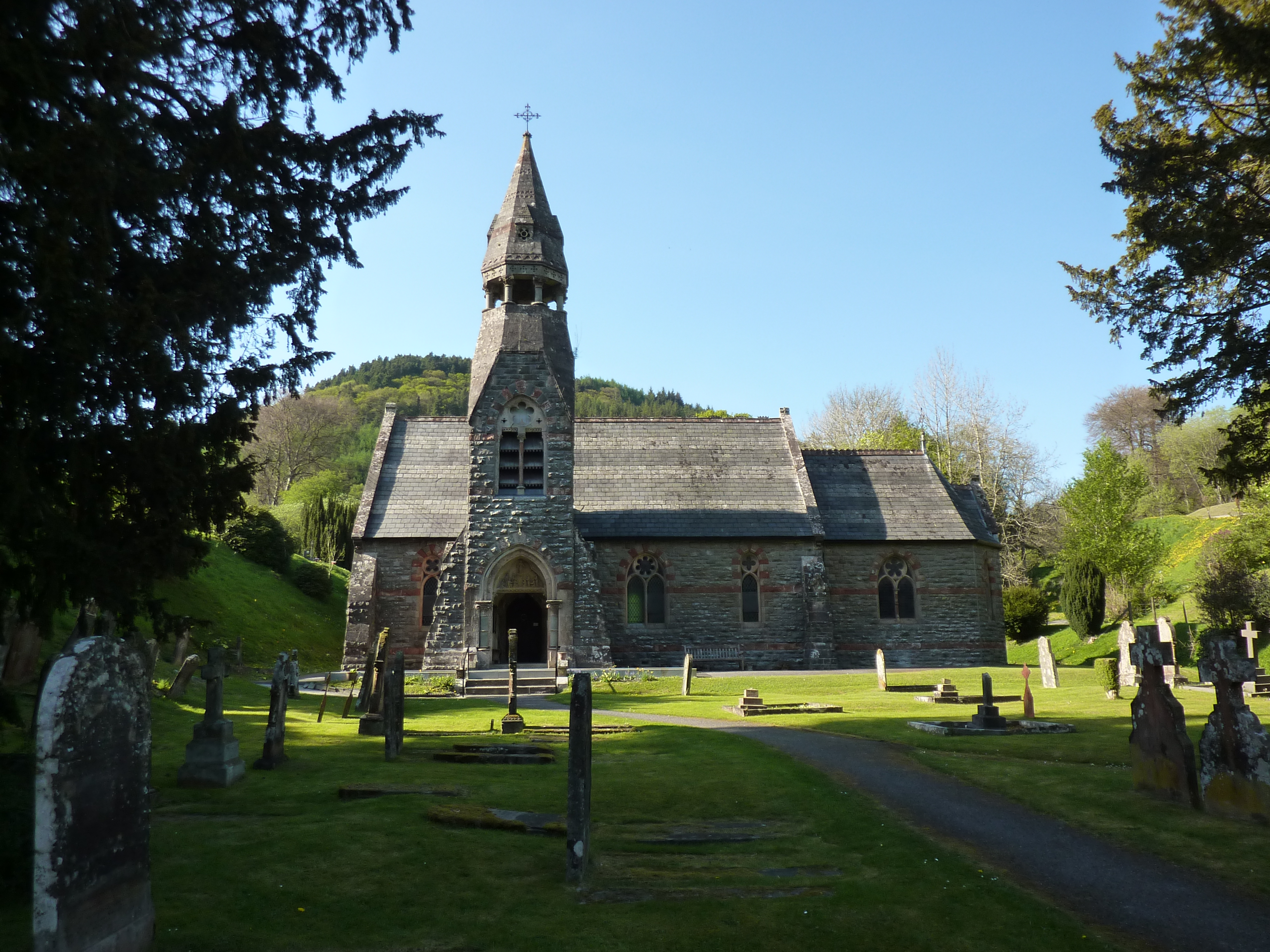
Abbeycwmhir: la chiesa di Santa Maria

Abbeycwmhir o Abbey Cwmhir (in gallese: Abaty Cwm Hir) è un villaggio con status di comunità (community) del Galles centrale, facente parte della contea di  Powys (contea tradizionale: Radnorshire) e situato nella vallata del Nant Clywedog. L'intera community conta una popolazione di circa 250 abitanti.

## Geografia fisica
Abbeycwmhir si trova a pochi chilometri a nord di Llandrindod Wells e a pochi chilometri a nord-est di Rhayader.
L'intera community occupa una superficie di 59,32 km².

## Origini del nome
Il villaggio prende il nome dalla Cwmhir Abbey, abbazia situata nei dintorni.

## Monumenti e luoghi d'interesse

### Architetture religiose

#### Cwmhir Abbey
Principale luogo d'interesse nei dintorni del villaggio è rappresentato dalle rovine della Cwmhir Abbey, un'abbazia cistercense fondata nel 1143 e rifondata in loco nel 1176. 
Si ritiene che nel terreno dell'abbazia siano sepolte le spoglie del principe del Galles Llewelyn ap Gruffydd, ucciso in un'imboscata nel vicino villaggio di Climery nel 1282.

#### Chiesa di Santa Maria
Altro edificio religioso di Abbeycwmhir è la chiesa della Santa Maria, una chiesa in stile gotico realizzata nel 1865 da Mary Beatrice Phillips.

### Architetture civili

#### Abbey Cwm Hir Hall
Altro luogo d'interesse di Abbeycwmhir è Abbey Cwm Hir Hall, una residenza in stile vittoriano e gotico revival costruita nel 1834 per volere di Thomas Wilson.

## Società

### Evoluzione demografica
Nel 2020, la popolazione della comunità di Abbeycwmhir era stimata in 278 unità, in maggioranza (144) di sesso femminile.
La popolazione al di sotto dei 18 anni era stimata in 48 unità (di cui 33 erano i bambini al di sotto dei 10 anni), mentre la popolazione dai 65 anni in su era stimata in 67 unità (di cui 7 erano le persone dagli 80 anni in su).
La comunità di Abbeycwmhir ha conosciuto un incremento demografico rispetto al 2011, quando la popolazione censita era pari a 235 unità. Il dato era in ribasso rispetto al 2001, quando la community di Abbeycwmhir contava 246 abitanti.

## Geografia antropica
Villaggi della comunità di Abbeycwmhir
- Abbeycwmhir (villaggio principale)
- Bwlch-y-sarnau